# 陶模
陶模（1835年—1902年），字方之，号子方，浙江省秀水縣人，清朝政治人物。

## 生平
同治七年（1868年）二甲进士，改翰林院庶吉士。後歷任甘肃文县、皋兰知县，光绪元年（1875年）冬任秦州知州，十年（1884年）任甘肃按察使，次年擢直隶按察使，十四年（1888年），又迁陕西布政使，十七年（1891年），迁新疆巡抚，其后署陕甘总督。二十六年（1900年）擔任兩廣總督兼廣東巡撫。光绪二十八年（1902年）在广州病逝，赠太子少保，谥勤肃。著有《陶勤肃公奏议》12卷、《养树山房遗稿》2卷。《清史稿》有傳。
陶模治理新疆頗有政績，建樹良多，相關研究可參見: 張廣達院士的論文。

## 延伸阅读
[在维基数据编辑]
 《清史稿·卷447》，出自趙爾巽《清史稿》